# 阿古斯丁·穆尼奥斯·格兰德斯
阿古斯丁·穆尼奥斯·格兰德斯（西班牙語：Agustín Muñoz Grandes，1896年1月27日—1970年7月11日），西班牙佛朗哥時期軍事人物、政治人物。就读托莱多步兵学校。毕业后曾创建突击警察。先后担任乌尔赫尔军军长、长枪党总书记、第22师师长。二战期间曾随蓝色师参加对苏联的战争。二战后，任第1军区司令、陆军部长、政府副主席。

## 外部連結
- 有关阿古斯丁·穆尼奥斯·格兰德斯在德国经济学中央图书馆（ZBW）20世纪新闻档案中的剪报。